# Тен, Пётр Алексеевич
Пётр Алексе́евич Тен (род. 12 июля 1992, Москва) — российский футболист, защитник.

## Карьера

### Клубная

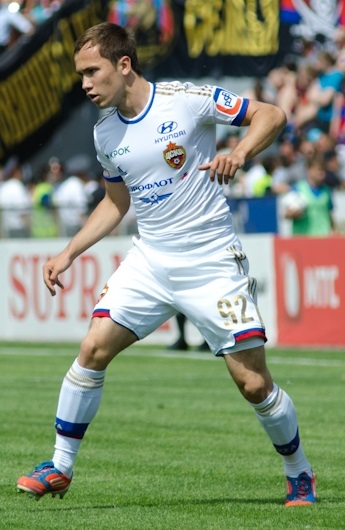
Пётр Тен в составе ЦСКА

Начал заниматься футболом в пятилетнем возрасте, в ДЮСШ ЦСКА. Первый тренер — Николай Дмитриевич Козлов.
Перед началом сезона 2010 был заявлен за ЦСКА для участия в чемпионате России. Дебютировал в молодёжном первенстве 11 марта 2010 года в матче против молодёжного состава пермского «Амкара» (2:3). Летом 2011 года начал привлекаться к тренировкам с первой командой «армейцев», а уже с лета 2012 года, наряду с Равилем Нетфуллиным, тренировался с первой командой на постоянной основе. Принимал участие в зимнем сборе основной команды 2013 года.
За основной состав ЦСКА дебютировал 26 мая 2013 года, в матче заключительного тура чемпионата с «Ростовом» (0:3), заменив на 70-й минуте Кирилла Набабкина.
7 июня 2013 года Тен на правах аренды на один год перешёл в «Ротор». За клуб из Волгограда сыграл 28 матчей первенства ФНЛ и забил один гол.
11 июня 2014 года на правах аренды перешёл в «Анжи». Там, однако, из-за травм за сезон сыграл лишь три матча.
11 июля 2015 года на правах аренды перешёл в «Томь». Дебютировал в составе томского клуба 27 августа 2015 года в матче 1/32 Кубка России. В первенстве ФНЛ за сезон сыграл в 28 матчах и помог команде выйти в Премьер-лигу. По окончании сезона 2015/16 «Томь» выкупила права на футболиста у ЦСКА. С футболистом был подписан контракт сроком на 3 года. В январе 2017 года стало известно, что футболист расторг контракт с томским клубом и стал свободным агентом. В этом же месяце подписал контракт с красноярским «Енисеем».

### В сборной
Выступал за юношеские сборные России до 17 лет и до 19 лет. В 2013—2015 годах являлся игроком молодёжной сборной России.

## Достижения
ЦСКА
- Чемпион России: 2012/13
- Обладатель Кубка России: 2012/13

«Анжи»
- Вице-чемпион первенства ФНЛ: 2014/15

«Томь»
- Бронзовый призёр первенства ФНЛ: 2015/16

«Енисей»
- Бронзовый призёр первенства ФНЛ (2): 2016/17, 2017/18

## Личная жизнь
Старший брат также занимался футболом в ДЮСШ ПФК ЦСКА. Жена Альфия, сын Даниил (род. 23 апреля 2013).

## Клубная статистика
| Выступление      | Выступление      | Выступление      | Лига | Лига | Кубки | Кубки | Еврокубки | Еврокубки | Прочие | Прочие | Итого | Итого |
| Клуб             | Лига             | Сезон            | Игры | Голы | Игры  | Голы  | Игры      | Голы      | Игры   | Голы   | Игры  | Голы  |
| ---------------- | ---------------- | ---------------- | ---- | ---- | ----- | ----- | --------- | --------- | ------ | ------ | ----- | ----- |
| ЦСКА             | Премьер-лига     | 2012/13          | 1    | 0    | 0     | 0     | 0         | 0         | 0      | 0      | 1     | 0     |
| ЦСКА             | Итого            | Итого            | 1    | 0    | 0     | 0     | 0         | 0         | 0      | 0      | 1     | 0     |
| Ротор            | ФНЛ              | 2013/14          | 28   | 1    | 2     | 0     | 0         | 0         | 0      | 0      | 30    | 1     |
| Ротор            | Итого            | Итого            | 28   | 1    | 2     | 0     | 0         | 0         | 0      | 0      | 30    | 1     |
| Анжи             | ФНЛ              | 2014/15          | 3    | 0    | 0     | 0     | 0         | 0         | 0      | 0      | 3     | 0     |
| Анжи             | Итого            | Итого            | 3    | 0    | 0     | 0     | 0         | 0         | 0      | 0      | 3     | 0     |
| Енисей           | ФНЛ              | 2016/17          | 9    | 0    | 0     | 0     | 0         | 0         | 0      | 0      | 9     | 0     |
| Енисей           | ФНЛ              | 2017/18          | 3    | 0    | 1     | 0     | 0         | 0         | 0      | 0      | 4     | 0     |
| Енисей           | Итого            | Итого            | 12   | 0    | 1     | 0     | 0         | 0         | 0      | 0      | 13    | 0     |
| Томь             | ФНЛ              | 2015/16          | 28   | 0    | 1     | 0     | 0         | 0         | 0      | 0      | 29    | 0     |
| Томь             | Премьер-лига     | 2016/17          | 4    | 0    | 1     | 0     | 0         | 0         | 0      | 0      | 5     | 0     |
| Томь             | ФНЛ              | 2018/19          | 8    | 0    | 1     | 0     | 0         | 0         | 0      | 0      | 9     | 0     |
| Томь             | Итого            | Итого            | 40   | 0    | 3     | 0     | 0         | 0         | 0      | 0      | 43    | 0     |
| Армавир          | ФНЛ              | 2018/19          | 14   | 1    | 0     | 0     | 0         | 0         | 0      | 0      | 14    | 1     |
| Армавир          | ФНЛ              | 2019/20          | 2    | 0    | 0     | 0     | 0         | 0         | 0      | 0      | 2     | 0     |
| Армавир          | Итого            | Итого            | 16   | 1    | 0     | 0     | 0         | 0         | 0      | 0      | 16    | 1     |
| Всего за карьеру | Всего за карьеру | Всего за карьеру | 100  | 2    | 6     | 0     | 0         | 0         | 0      | 0      | 106   | 2     |